# آناتول آبانگ
آناتول آبانگ (انگلیسی: Anatole Abang؛ زادهٔ ۶ ژوئیهٔ ۱۹۹۶) بازیکن فوتبال اهل کامرون است که در پست مهاجم برای باشگاه البطائح بازی می‌کند.
وی در تیم‌های ملی فوتبال زیر ۱۷ سال کامرون, زیر ۲۰ سال کامرون، و کامرون بازی کرده است.